# Charles Cruchon
Charles Cruchon (París, 20 de març de 1883 - París, 28 de febrer de 1956) va ser un ciclista francès que fou professional entre 1908 i 1914. No obtingué cap victòria destacada, però el 1910 acabà 5è al Tour de França i el 1911 7è.

## Palmarès
- 1907
  - 1r de la Volta a Bèlgica amateur i vencedor d'una etapa
- 1908
  - 12è a la París-Brussel·les
- 1909
  - 7è a la París-Brussel·les
- 1910
  - 6è a la París-Brussel·les
- 1911
  - 8è a la París-Tours

### Resultats al Tour de França
- 1908. Abandona (6a etapa)
- 1909. Abandona (12a etapa)
- 1910. 5è de la classificació general
- 1911. 7è de la classificació general
- 1912. Abandona (5a etapa)
- 1913. Abandona (3a etapa)
- 1914. 35è de la classificació general